# 상원중학교 (대구)
상원중학교(上元中學校)는 대한민국 대구광역시 달서구 상인동에 있는 공립 중학교이다.

## 학교 연혁
- 1993년 5월 8일 : 상인여자중학교 설립인가
- 1994년 1월 8일 : 조례로 설치(대구광역시 시립학교 설치조례 제2902호 30학급)
- 1994년 3월 1일 : 초대 한용수 교장 취임
- 2002년 2월 7일 : 학교교지 [은목] 창간호 발간
- 2003년 1월 25일 : 「신관동」 증축(4층) 2,265.76m2
- 2003년 3월 1일 : 상원중학교 교명 개명(남녀 공학)
- 2003년 5월 21일 : 여자축구부 창단
- 2004년 3월 4일 : 교기선수 합숙소 준공
- 2004년 3월 4일 : 「은목관」 신축(2층) 257.94m2
- 2016년 3월 2일 : 스마트미디어 청정학교 정책 연구학교 지정
- 2021년 3월 1일 : 제13대 김희숙 교장 취임
- 2022년 2월 10일 : 제26회 졸업식(졸업생 223명, 누계 11,226명)
- 2022년 3월 2일 : 제29회 입학식(10학급 246명)

## 참고 자료
- 상원중학교 - 한국교육학술정보원 학교알리미